# Skillinge Teater

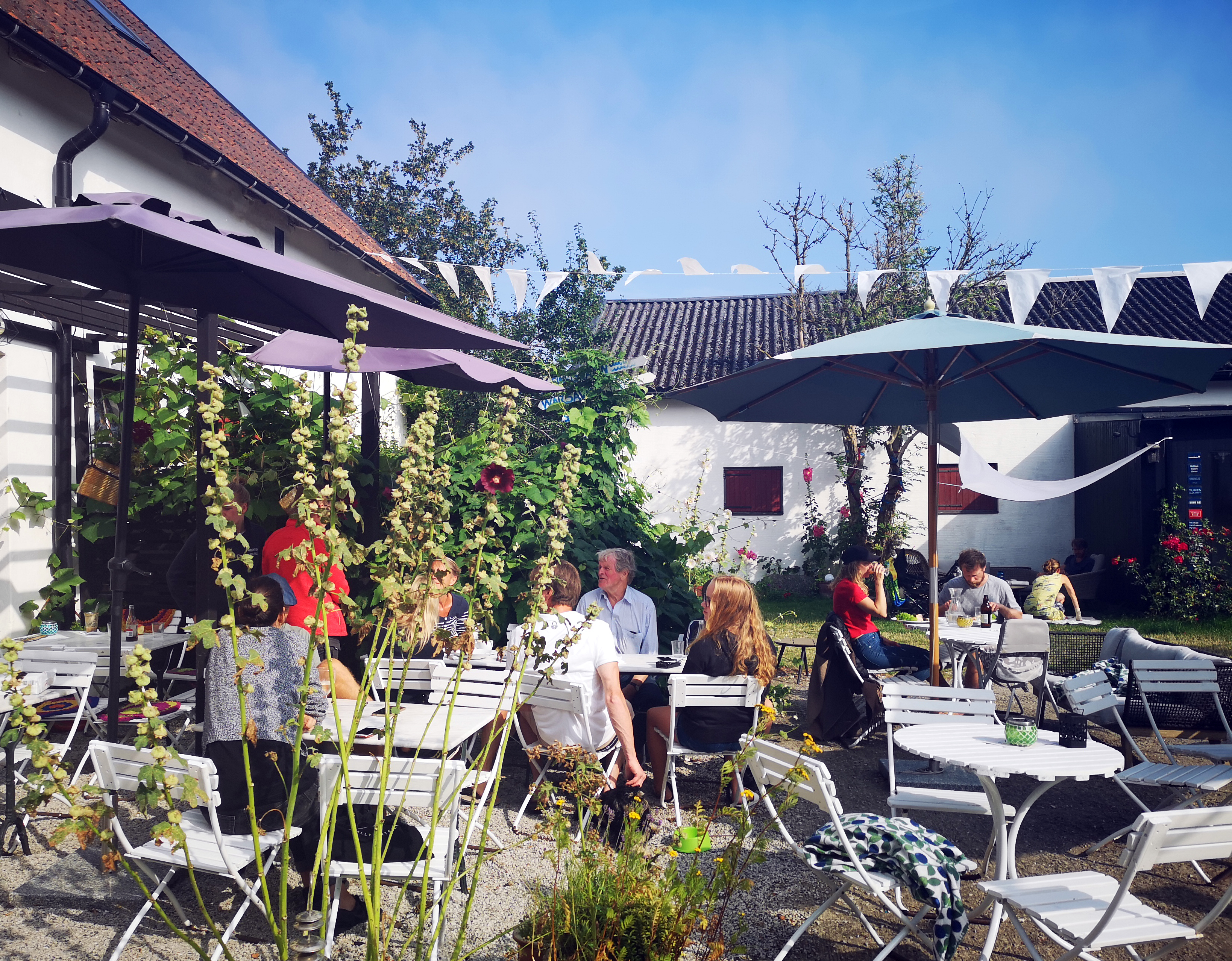

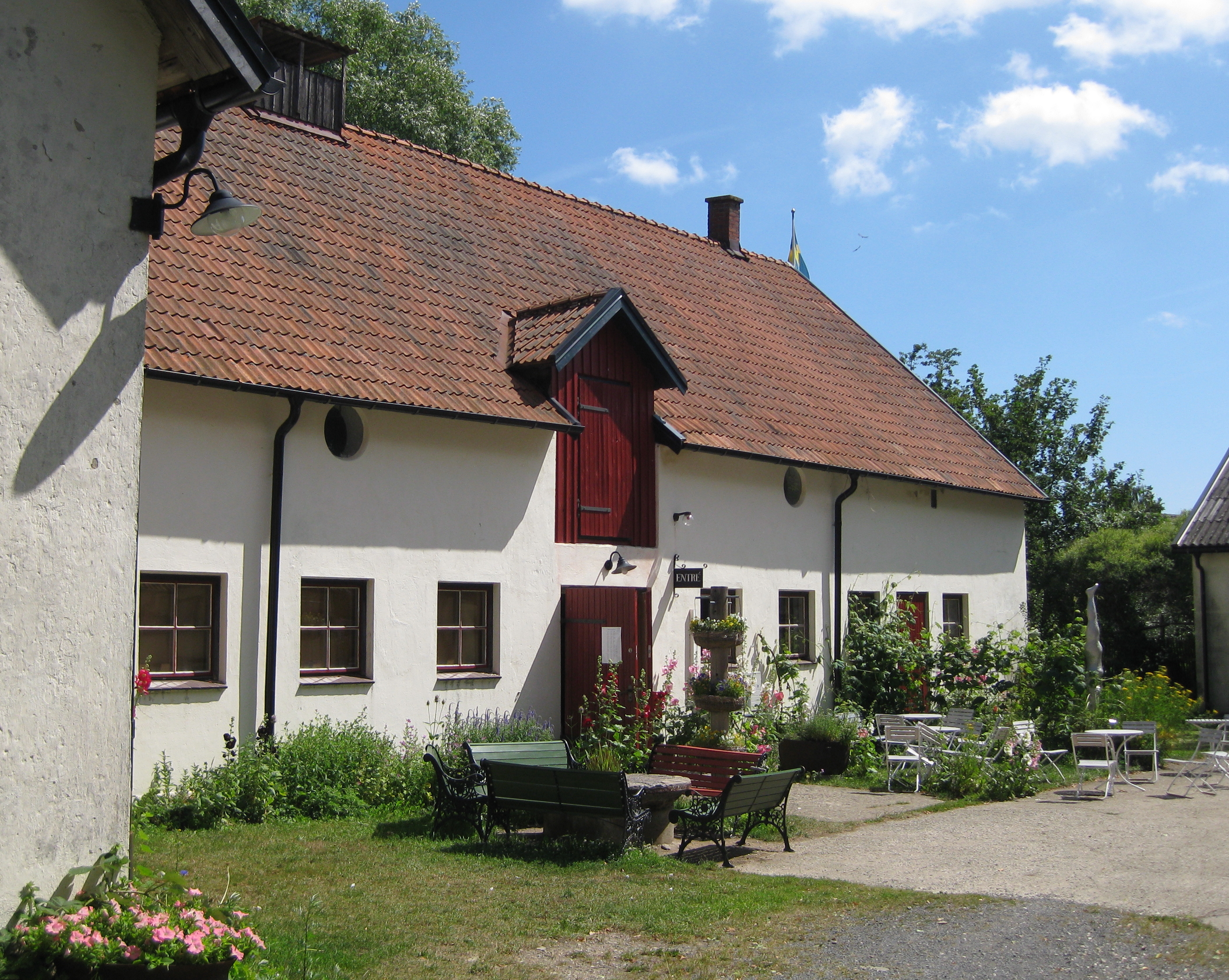
Skillinge teater innan upprustningen 2017

Skillinge Teater är en svensk teater belägen i Skillinge på Österlen i Skåne.
Skillinge Teater startades i en ombyggd gård år 1995 av Mikael Strandberg och Katarina Zell, som drev verksamheten till och med år 2016. Teatern har producerat flera uppmärksammade föreställningar, bland annat Tiden är vårt hem (2002) som renderade teatern Kvällspostens Thaliapris. Bland andra utmärkelser märks Svenska Akademiens pris 1998, Simrishamns kommuns kulturpris 1999 och Ystads Allehandas kulturpris 2021. 
Från och med 1 januari 2017 togs teatern över av Karin Johansson-Mex och Nils Peder Holm, som då gjorde omfattande renoveringar och startade  Skillinge Teater Café och Restaurang. Skillinge Teater har sammantaget tre scener där Stora Scenen tar ca 200 personer, Studion tar 120 personer och Caféscenen tar 130. Normalt producerar Skillinge Teater 2 - 3 egna föreställningar varje år men utöver det gästas teatern av ett flertal gästspel med teater, konserter, stand-up och litteraturuppläsningar.